# De Zaanstroom
De Zaanstroom is de naam van een fabriek voor cacao en chocolade die zich bevond aan het Noordeinde te Wormerveer in de Nederlandse provincie Noord-Holland.
Het bedrijf stond bekend als Erve H. de Jong en ontstond op 20 februari 1767, toen een windbrief werd afgegeven aan Jan Walligsz. Het betrof aanvankelijk een trasmolen, De Zaanstroom geheten. Later werd dit een schelpzandmolen en in 1809 werd deze molen verkocht aan Hendrik de Jong. Deze gebruikte hem als blauwselmolen en om potas mee te malen. Later werd ze als specerijmolen gebruikt.
In 1843 begon Dirk Schoute er cacao te malen. In 1872 werd een stoommachine van 8 pk geplaatst. In 1886 werd de molen stilgezet en gesloopt. De naam van de molen 'De Zaanstroom' is overgegaan op de cacaofabriek die in 1884 door de Erven H. de Jong werd opgericht aan het Noordeinde. Dit bedrijf groeide uit tot een groot industriecomplex en koningin Emma verleende het het predicaat 'Koninklijk'.
Het bedrijf werd in 1930 getroffen door een grote brand. Daarna werd het bedrijf herbouwd, maar kwam niet meer tot grote bloei. In 1956 werden de bedrijfsactiviteiten uiteindelijk beëindigd. Een papiergroothandel maakte vanaf 1957 gebruik van het complex, maar in 1961 werd het geheel overgenomen door cacaofabriek De Zaan, die later ADM Cocoa zou gaan heten. In 1993 volgde sloop, waarna er op het terrein appartementen werden gebouwd.